# Deanna Durbin
Edna Mae Durbin (Winnipeg, 4 de dezembro de 1921 — Neauphie-le-Chateau, 17 de abril de 2013), mais conhecida popularmente como Deanna Durbin foi uma atriz e cantora canadense de grande fama como adolescente em musicais e comédias de Hollywood. Atuou entre os anos de 1936 e 1948, especializando-se em papéis ingênuos, com sua voz de soprano.
Deanna Durbin nasceu em Winnipeg, filha de James Allen Durbin e sua esposa Ada Read Durbin, casal originalmente de Manchester, Inglaterra. Quando criança, a família se mudou para o sul da Califórnia e seus pais ganharam a cidadania americana. Desde pequena, cantava em corais e aos 10 anos os pais reconheceram o talento da filha e a matricularam em aulas de canto na Academia Ralph Thomas. Durbin fez sua primeira aparição no cinema com Judy Garland em Every Sunday (1936), e posteriormente assinou um contrato com a Universal Studios. Seu sucesso como filha adolescente ideal em filmes como Three Smart Girls (1936) foi creditado por salvar o estúdio da falência. Em 1938, aos 17 anos, Durbin foi agraciada com o Prêmio da Academia Juvenil. 
Conforme ela amadurecia, Durbin ficava insatisfeita com os papéis de garota na porta ao lado atribuídos a ela, e tentou retratar um estilo mais feminino e sofisticado. O filme noir Christmas Holiday (1944) e Lady on a Train (1945) não foram, no entanto, tão bem recebidos quanto suas comédias musicais e romances. Durbin se aposentou da atuação e do canto em 1949 e se retirou da vida pública, sem conceder entrevistas pelo resto de sua vida, exceto uma em 1983. Ela se casou com o diretor e produtor Charles Henri David em 1950, e o casal mudou-se para uma casa de fazenda perto de Paris.

## Vida e carreira

### Infância
Edna Mae Durbin nasceu em 4 de dezembro de 1921, no Grace Hospital em Winnipeg, a filha mais nova de James Allen Durbin (1885–1976) e sua esposa Ada (nascida Read) Durbin (1885–1972), que eram originalmente de Chester, Inglaterra. Ela tinha uma irmã mais velha, Edith (mais tarde Sra. Heckman, nascida na Inglaterra em 1909, morreu na Califórnia em 2010). Quando ela era criança, sua família se mudou para Winnipeg no sul da Califórnia, e seus pais se tornaram cidadãos dos Estados Unidos em 1923. Com um ano de idade, Edna Mae cantava canções infantis. No momento em que ela tinha 10 anos, seus pais reconheceram que ela tinha talento definido e matriculou em aulas de voz ao Ralph Thomas Academy. Durbin logo se tornou a aluna premiada de Thomas, e ele exibiu seu talento em vários clubes e igrejas locais.
No início de 1935, a Metro-Goldwyn-Mayer estava planejando um filme biográfico sobre a vida da estrela da ópera Ernestine Schumann-Heink e estava tendo dificuldade em encontrar uma atriz para interpretar a jovem cantora de ópera. O diretor de elenco da MGM, Rufus LeMaire, ouviu falar de uma talentosa jovem solista atuando na Ralph Thomas Academy e a chamou para um teste. Durbin cantou "Il Bacio" para a treinadora vocal do estúdio, que ficou impressionada com sua voz de "soprano maduro". Ela cantou o número novamente para Louis B. Mayer, que a assinou por um contrato de seis meses. 

### Carreira
Durbin fez sua primeira aparição no cinema no curta Every Sunday (1936) com Judy Garland, outra adolescente. O filme pretendia ser uma demonstração de seu talento como intérpretes, já que os executivos do estúdio questionaram a sabedoria de escolher duas cantoras juntas. Eventualmente, Louis B. Mayer decidiu assinar os dois, mas então a opção de contrato de Durbin havia expirado. 
Em vez disso, Durbin foi contratada pela Universal Pictures, onde recebeu o nome profissional de Deanna. Ela tinha 14 anos quando fez seu primeiro longa-metragem, Three Smart Girls (1936). Quando o produtor Joe Pasternak escalou o filme, ele quis pegar Garland emprestada da MGM, mas Garland não estava disponível na época. Quando Pasternak soube que Durbin não estava mais com a MGM, ele a escalou para o filme. Three Smart Girls foi um sucesso e estabeleceu Durbin como uma estrela. Com Pasternak produzindo para a Universal, Durbin estrelou uma sucessão de filmes musicais de sucesso, incluindo One Hundred Men and a Girl (1937) , Mad About Music (1938), That Certain Age (1938), Three Smart Girls Grow Up (1939) e First Love (1939), a maioria dos quais dirigidos por Henry Koster.
Durante a década de 1930, Durbin continuou a buscar projetos de canto. Em 1936, ela fez o teste para fornecer os vocais para Branca de Neve no filme de animação da Disney Branca de Neve e os Sete Anões, mas foi rejeitada por Walt Disney, que disse que a voz de Durbin, de 15 anos, era "muito velha" para o papel.
No final de 1936, Cesar Sturani, o secretário geral de música do Metropolitan Opera, ofereceu a Durbin um teste. Ela recusou o pedido porque sentiu que precisava de mais aulas de canto. Andrés de Segurola, que era o treinador vocal do Universal Studios, ele próprio um ex-cantor do Metropolitan Opera, acreditava que Durbin era uma estrela de ópera em potencial. De Segurola foi contratada para aconselhar o Metropolitan Opera sobre seu progresso. Também em 1936, Durbin iniciou uma colaboração de rádio com Eddie Cantor que durou até 1938, quando sua pesada carga de trabalho para a Universal a forçou a abandonar suas aparições semanais. Em 1938, ela recebeu um Oscar Juvenil Award com Mickey Rooney.

“A genialidade de Deanna teve que ser revelada, mas era dela e somente dela, sempre foi, sempre será, e ninguém pode levar o crédito por tê-la descoberto. Você não pode esconder esse tipo de luz debaixo de um alqueire. Você simplesmente não pode, não importa o quanto tente!”

—Joe Pasternak
No início dos anos 1940, Durbin continuou seu sucesso com It's a Date (1940), Spring Parade (1940), Nice Girl? (1941), e It Started with Eve (1941), seu último filme com Pasternak e o diretor Henry Koster. Depois que Pasternak mudou da Universal para a MGM, Durbin foi suspensa entre 16 de outubro de 1941 e início de fevereiro de 1942 por se recusar a aparecer em They Lived Alone, que seria dirigido por Koster. O projeto foi cancelado quando Durbin e a Universal resolveram suas diferenças. No acordo, a Universal concedeu a Durbin a aprovação de seus diretores, histórias e canções.
Após as duas sequências de seu primeiro filme, Three Smart Girls, Durbin divulgou um comunicado à imprensa anunciando que ela não estava mais inclinada a participar desses esforços de equipe e estava se apresentando como uma artista solo. O título Three Smart Girls Join Up foi alterado para Hers to Hold (1943). Joseph Cotten, que atuou ao lado de Durbin no filme, elogiou sua integridade e caráter em sua autobiografia. Durbin assumiu um papel mais sofisticado em The Amazing Mrs. Holliday (1943), a história da Segunda Guerra Mundial sobre crianças refugiadas da China. Outros papéis adultos se seguiram, incluindo o filme noir Christmas Holiday (1944), dirigido por Robert Siodmak, e o policial Lady on a Train (1945). 
Embora esses papéis dramáticos para adultos possam ter sido mais satisfatórios para Durbin, seus fãs a preferiam em confecções musicais leves como Can't Help Singing (1944), seu único filme em Technicolor, que apresentava algumas das últimas melodias escritas por Jerome Kern mais letras por EY Harburg. Uma comédia musical em um cenário ocidental, esta produção foi filmada principalmente em locações no sul de Utah e co-estrelou com Robert Paige.
Em 1946, a Universal se fundiu com duas outras empresas para criar a Universal-International. O novo regime descontinuou grande parte do produto familiar da Universal e programou apenas alguns musicais. Durbin ficou para mais quatro longas: I'll Be Yours (1947), Something in the Wind (1947), Up in Central Park (1948) e For the Love of Mary (1948). No mesmo ano, Durbin era a segunda mulher mais bem paga dos Estados Unidos, atrás apenas de Bette Davis, e em 1947, ela era a mulher com melhor salário nos Estados Unidos. Seu fã-clube foi classificado como o maior do mundo durante seus anos ativos.
Em 1948, entretanto, sua influência nas bilheterias começou a diminuir. Na vida privada, Durbin continuou a usar seu nome de batismo, Edna; dados salariais impressos anualmente pelas publicações comerciais de Hollywood listavam a atriz como "Edna Mae Durbin". Em 22 de agosto de 1948, dois meses depois de terminar seu filme final, a Universal-International anunciou um processo que buscava cobrar de Durbin US$ 87 083 em salários que o estúdio havia pago antecipadamente. Durbin resolveu a reclamação concordando em estrelar mais três filmes, incluindo um em Paris. O estúdio permitiu que o contrato de Deanna expirasse em 31 de agosto de 1949, e os três filmes nunca foram feitos.
Durbin, que obteve um pagamento de indenização de US$ 200 000 (US$ 2 100 000 em 2019), optou por se aposentar do cinema. Seu ex-produtor Joe Pasternak tentou dissuadi-la, mas ela disse a ele: "Eu não posso correr por aí sendo uma Pequena Miss Fix-It que começa a cantar, a estrela mais bem paga com o material mais pobre". Ela então recusou um papel na Broadway como Eliza Doolittle em My Fair Lady porque, como ela disse mais tarde, "Eu tinha meu ingresso para Paris no bolso".

## Vida pessoal

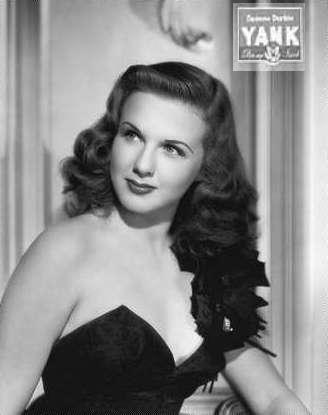
Deanna Durbin em Yank Magazine, Janeiro de 1945.

Durbin tornou-se cidadã americana, embora não se saiba se sua irmã decidiu reivindicar a cidadania. Durbin se casou com o diretor assistente Vaughn Paul em 1941; o casal se divorciou em 1943. Seu segundo casamento com o escritor e produtor Felix Jackson em 1945 produziu uma filha, Jessica Louise Jackson, nascida no dia 7 de fevereiro de 1946, mas o divórcio se seguiu em 1949. 
Em Paris, em 21 de dezembro de 1950, logo após seu 29º aniversário, Durbin casou-se com Charles David, o produtor-diretor de filmes franceses e americanos que a guiou em Lady on a Train. Durbin e David criaram dois filhos: Jessica (de seu segundo casamento com Jackson) e Peter (de sua união com David), nascido em 20 de junho de 1951. 
Ao longo dos anos, Durbin resistiu a inúmeras ofertas para se apresentar novamente. Em 1951, ela foi convidada a tocar na produção do West End de Londres em Kiss Me, Kate, e na versão cinematográfica Metro-Goldwyn-Mayer do mesmo em 1953, e na opereta de Sigmund Romberg, The Student Prince em 1954.
Em 1983, o historiador de cinema David Shipman recebeu uma rara entrevista de Durbin. Na entrevista, ela afirmou firmemente seu direito à privacidade e o manteve até o final de sua vida, recusando-se a ser perfilada em sites. Durbin deixou claro que não gostava do sistema de estúdio de Hollywood. Ela enfatizou que nunca se identificou com a imagem pública que a mídia criou ao seu redor. Ela falou da "persona" de Deanna na terceira pessoa e considerou a personagem do filme "Deanna Durbin" um subproduto de sua juventude e não sua verdadeira identidade.
O marido de Durbin por quase 50 anos, Charles David, morreu em Paris em 1º de março de 1999. Em 30 de abril de 2013, um boletim informativo publicado pela Deanna Durbin Society relatou que Durbin havia morrido "nos últimos dias", citando seu filho, Peter H. David, que agradeceu a seus admiradores por respeitarem sua privacidade. Nenhum outro detalhe foi dado. De acordo com o Social Security Death Index (sob o nome de Edna M. David), ela morreu aos 91 anos de idade em 17 de abril de 2013 em Neauphle-le-Château, França.

## Legado

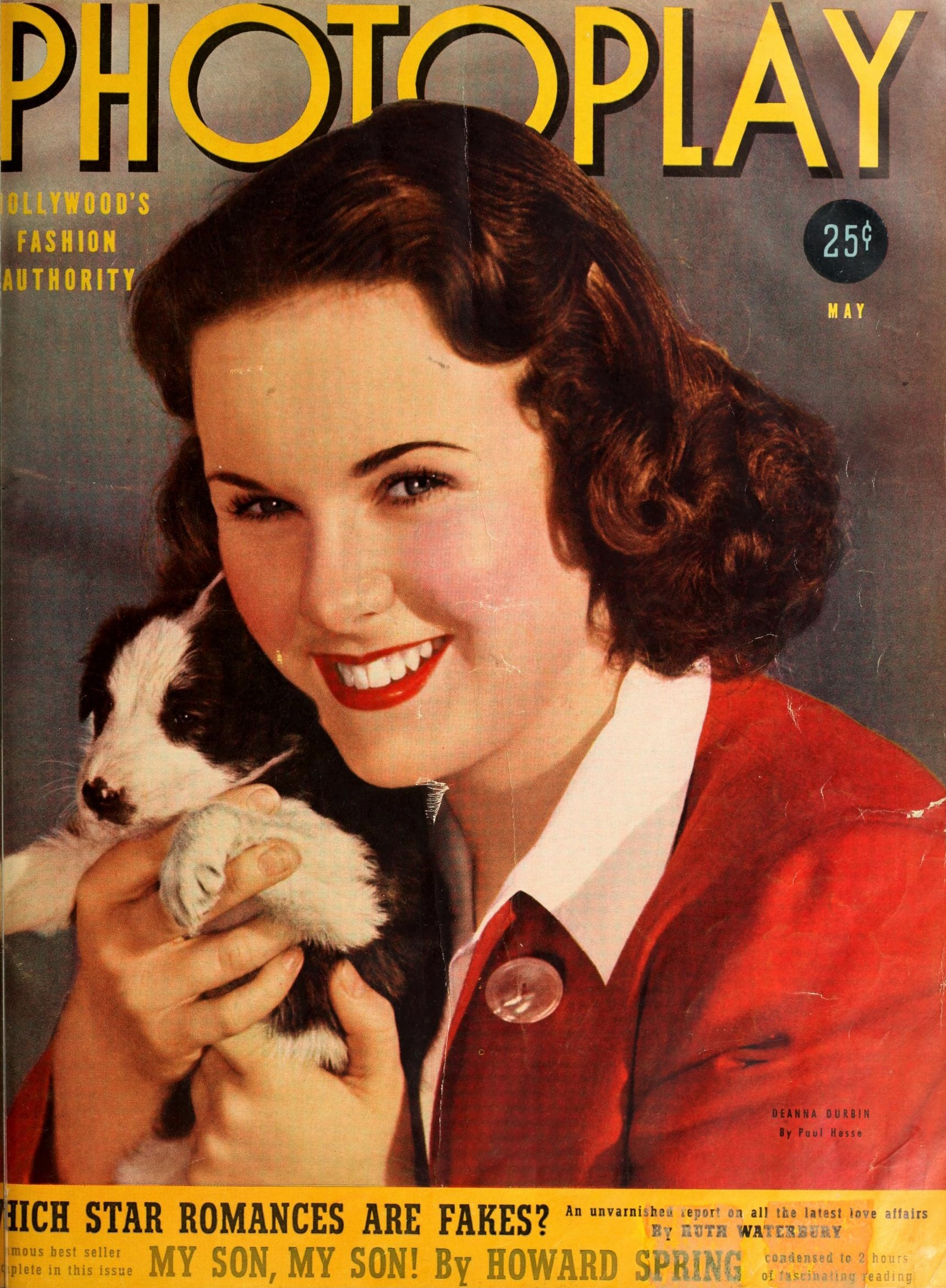
Deanna por Paul Hesse na Photoplay, em maio de 1940.

Deanna Durbin tem uma estrela na Calçada da Fama de Hollywood em 1722 Vine Street. Ela deixou suas mãos e pegadas em frente ao Grauman's Chinese Theatre em 7 de fevereiro de 1938. O desenho animado da Warner Bros., de Frank Tashlin,The Woods Are Full of Cuckoos (1937), contém uma caricatura de tartaruga de Deanna Durbin chamada "Deanna Terrapin". Uma caricatura sem nome de Durbin também apareceu no desenho animado da Warner "Malibu Beach Party" (1940). 
O canto de Deanna Durbin é apresentado no romance HMS Ulysses de Alistair MacLean, de 1955, sendo transmitido pelo sistema de comunicação interna do navio em tempo de guerra. 
O nome de Durbin encontrou seu caminho na introdução de uma canção escrita pelo escritor satírico Tom Lehrer em 1965. Antes de cantar "Whatever Became of Hubert?", Lehrer disse que o vice-presidente Hubert Humphrey havia sido relegado: O que aconteceu com Deanna Durbin e Hubert Humphrey e assim por diante." Ela é citada no romance Trout Fishing in America (1967), de Richard Brautigan, quando o narrador afirma ter visto um de seus filmes sete vezes, mas não consegue se lembrar de qual. 
Ela também é referenciada na canção da Segunda Guerra Mundial "Peggy the Pin-up Girl". Curiosamente, a letra combina seu nome com o de sua primeira co-estrela Judy Garland: "Mesmo uma voz que é tão perturbadora, como Judy Garland ou Miss Durbin, Não posso comparar com minha rainha pin-up". Durbin figura com destaque no conto de Ray Bradbury de 1963 "The Anthem Sprinters" (coletado em The Machineries of Joy). 
No filme de Philippe Mora, The Return of Captain Invincible (1983), Christopher Lee canta uma canção chamada "Name Your Poison", escrita por Richard O'Brien e Richard Hartley, que tem o verso "Essa a jovem Deanna Durbin, e como ela cantava com rum e bourbon.". O violoncelista e maestro russo Mstislav Rostropovich em uma entrevista em meados da década de 1980 citou Durbin como uma de suas influências musicais mais importantes, afirmando: "Ela me ajudou na minha descoberta. Você não tem ideia dos cinemas velhos e fedorentos que patrocinei para ver Deanna Durbin. Tentei criar o que havia de melhor em minha música, tentar recriar, aproximar-me da pureza dela".
O diretor de cinema indiano-bengali Satyajit Ray, em seu discurso de aceitação de um Oscar em 1992, mencionou Deanna Durbin como a única das três personalidades do cinema para quem ele se lembra de ter escrito quando jovem, que reconhecera sua carta de fã com um resposta. (Os outros dois eram Ginger Rogers e Billy Wilder).
Durbin era bem conhecida em Winnipeg, Manitoba (seu local de nascimento), como "a Garota de Ouro de Winnipeg" (uma referência a um dos marcos mais famosos da cidade, a estátua Golden Boy no topo do Edifício Legislativo de Manitoba). Há uma breve menção em um episódio de corrida de cavalos da Família da Mama. 
Em 25 de junho de 2019, a revista The New York Times listou Deanna Durbin entre centenas de artistas cujo material foi supostamente destruído no incêndio de 2008 no Universal Studios.

## Filmografia
| Ano  | Título                    | Atuação   | Notas                      |
| ---- | ------------------------- | --------- | -------------------------- |
| 1936 | Every Sunday              | Edna      | Co-estrelando Judy Garland |
| 1939 | For Auld Lang Syne: No. 4 | Ela mesma |                            |
| 1941 | A Friend Indeed           | Ela mesma | Pela American Red Cross    |
| 1943 | Show Business at War      | Ela mesma |                            |
| 1944 | Road to Victory           | Ela mesma |                            |

| Ano  | Título                                  | Atuação                        | Notas                                                                       |
| ---- | --------------------------------------- | ------------------------------ | --------------------------------------------------------------------------- |
| 1936 | Three Smart Girls                       | Penelope "Penny" Craig         |                                                                             |
| 1937 | One Hundred Men and a Girl              | Patricia "Patsy" Cardwell      |                                                                             |
| 1938 | Mad About Music                         | Gloria Harkinson               |                                                                             |
| 1938 | That Certain Age                        | Alice Fullerton                |                                                                             |
| 1939 | Three Smart Girls Grow Up               | Penelope "Penny" Craig         |                                                                             |
| 1939 | First Love                              | Constance "Connie" Harding     |                                                                             |
| 1940 | It's a Date                             | Pamela Drake                   | O curta-metragem, Gems of Song, foi produzido desse longa-metragem em 1949. |
| 1940 | Spring Parade                           | Ilonka Tolnay                  |                                                                             |
| 1941 | Nice Girl?                              | Jane "Pinky" Dana              |                                                                             |
| 1941 | It Started with Eve                     | Anne Terry                     |                                                                             |
| 1943 | The Amazing Mrs. Holliday               | Ruth Kirke Holliday            |                                                                             |
| 1943 | Hers to Hold                            | Penelope "Penny" Craig         |                                                                             |
| 1943 | His Butler's Sister                     | Ann Carter                     |                                                                             |
| 1944 | Christmas Holiday (br: Férias de Natal) | Jackie Lamont / Abigail Martin |                                                                             |
| 1944 | Can't Help Singing                      | Caroline Frost                 | Único filme de Durbin produzido em Technicolor                              |
| 1945 | Lady on a Train                         | Nikki Collins / Margo Martin   |                                                                             |
| 1946 | Because of Him                          | Kim Walker                     |                                                                             |
| 1947 | I'll Be Yours                           | Louise Ginglebusher            |                                                                             |
| 1947 | Something in the Wind                   | Mary Collins                   |                                                                             |
| 1948 | Up in Central Park                      | Rosie Moore                    |                                                                             |
| 1948 | For the Love of Mary                    | Mary Peppertree                |                                                                             |

## Discografia
| - "Alice Blue Gown" - "Alleluia" [De 100 Men and a Girl] - "Always" [De Christmas Holiday] - "Adeste Fideles" ("O Come All Ye Faithful)" - "Amapola" [De First Love] - "Annie Laurie" - "Any Moment Now" [De Can`t Help Singing] - "Ave Maria" [De Mad About Music] - "Ave Maria" [De It's a Date] - "Be A Good Scout" [De That Certain Age] - "Because" [De Three Smart Girls Grow Up] - "Begin the Beguine" [De Hers to Hold] - "Beneath the Lights of Home" [De Nice Girl] - "The Blue Danube" [De Spring Parade] - "Brahms' Lullaby" [De I'll Be Yours] - "Brindisi" ("Libiamo ne' lieti calici)" [De 100 Men and a Girl] - "Californ-I-Ay" - "Can't Help Singing" [De Can't Help Singing] - "Can't Help Singing" (Deanna Durbin & Robert Paige)" [De Can't Help Singing] - "Carmena Waltz" - "Chapel Bells" [De Mad About Music] - "Cielito Lindo" ("Beautiful Heaven)" - "Ciribiribin" - "Clavelitos" (J. Valverde) [De It Started with Eve] - "Danny Boy" [De Because of Him] - "Embrace Me" - "Every Sunday" (com Judy Garland) - "Filles de Cadiz" ("The Maids of Cadiz") [De That Certain Age] - "Gimme a Little Kiss, Will Ya, Huh?" [De Lady on a Train] - "God Bless America" - "Goin' Home" [De It Started With Eve] - "Goodbye" [De Because of Him] - "Granada" [De I'll Be Yours] - "A Heart That's Free" [De 100 Men and a Girl] - "Home! Sweet Home!" [De First Love] - "Il Bacio" ("The Kiss") [De Three Smart Girls] - "I'll Follow My Sweet Heart" - "I'll Take You Home Again Kathleen" [De For The Love of Mary] | - "I'll See You In My Dreams" - "I Love to Whistle" [De Mad About Music] - "(I'm) Happy Go Lucky and Free" [De Something in the Wind] - "(I'm) Happy Go Lucky and Free" [De Something in the Wind] (dueto com Donald O'Connor) - "In the Spirit of the Moment" [De His Butler's Sister] - "Italian Street Song" - "It's a Big, Wide, Wonderful World" [De For The Love Of Mary] - "It's Dreamtime" [De I'll Be Yours] - "It's Foolish But It's Fun" [De Spring Parade] - "It's Only Love" [De Something In The Wind] - "It's Raining Sunbeams" [De 100 Men and a Girl] - "Invitation To The Dance" [De Three Smart Girls Grow Up] - "Je Veux Vivre" (De Romeu e Julieta) [De That Certain Age] - "Kiss Me Again" - "La Estrellita" ("Little Star)" - "Largo Al Factotum" (De The Barber of Seville) [De For The Love Of Mary] - "The Last Rose of Summer" [De Three Smart Girls Grow Up] - "Loch Lomond" [De It's a Date] - "Love At Last" [De Nice Girl] - "Love Is All" [De It's a Date] - "Lover" [De Because of Him] - "Love's Old Sweet Song" - "Make Believe (Jerome Kern song)" - "Mighty Like a Rose" (De "The Amazing Mrs. Halliday") - "Molly Malone" - "More and More" [De Can`t Help Singing] - "More And More/Can't Help Singing" [De Can`t Help Singing] - "Musetta's Waltz" (De La bohème) [De It's a Date] - "My Heart Is Singing" [From Three Smart Girls Grow Up] - "My Hero" - "My Own" [De That Certain Age] - "Nessun Dorma" (De Turandot) [De His Butler's Sister] - "Never in a Million Years/Make Believe" - "Night and Day" [De Lady on a Train] - "O Come All Ye Faithful" - "Old Folks at Home" [De Nice Girl] - "The Old Refrain" [De The Amazing Mrs. Holiday] | - "On Moonlight Bay" [De For The Love Of Mary] - "One Fine Day" (De Madama Butterfly) [De First Love] - "One Night Of Love" - "Pace, Pace, Mio Dio (La forza del destino)" [De Up In Central Park] - "Pale Hands I Loved (Kashmiri Song)" [De Hers to Hold] - "Perhaps" [De Nice Girl] - "Poor Butterfly" - "The Prince" - "Russian Medley" [De His Butler's Sister] - "Sari Waltz (Love's Own Sweet Song)" [De I'll Be Yours] - "Say a Pray'r for the Boys Over There" [De Hers to Hold] - "Seal It With a Kiss" - "Seguidilla (De Carmen) [De Hers To Hold] - "Serenade to the Stars" [De Mad About Music] - "Silent Night" [De Lady On A Train] - "Someone to Care for Me" [De Three Smart Girls] - "Something in the Wind" [De Something in the Wind] - "Spring in My Heart" [De First Love] - "Spring Will Be A Little Late This Year" [De Christmas Holiday] - "Swanee - Old Folks At Home" [De Nice Girl] - "Summertime" (De Porgy And Bess) - "Sweetheart" - "Thank You America" [De Nice Girl] - "There'll Always Be An England" [De Nice Girl] - "The Turntable Song" [De Something in the Wind] - "Two Guitars" [Две гитары - Russian Gypsy Folk song (Lyrics - Apollon Grigoriev, music - Ivan Vasiliev), de His Butler's Sister (1943)] - "Two Hearts" - "Un bel di vedremo" (de Madama Butterfly) [De First Love] - "Viennese Waltz" [De For The Love Of Mary] - "Vissi d'arte (de Tosca) [De The Amazing Mrs. Holiday] - "Waltzing in the Clouds" [De Spring Parade] - "When April Sings" [De Spring Parade] - "When I Sing" [De It Started with Eve] - "When The Roses Bloom Again" - "When You're Away" [De His Butler's Sister] - "You Wanna Keep Your Baby Looking Nice, Don't You" [De Something in the Wind] - "You're As Pretty As A Picture" [De That Certain Age] |